# Grande Prêmio da Argentina de 1974
Resultados do Grande Prêmio da Argentina de Fórmula 1 realizado em Buenos Aires à 13 de janeiro de 1974. Primeira etapa da temporada, nele o neozelandês Denny Hulme conquistou a última vitória de sua carreira.

## Classificação da prova
| Pos. | Nº | Piloto               | Construtor        | Voltas | Tempo/Diferença  | Grid | Pontos |
| ---- | -- | -------------------- | ----------------- | ------ | ---------------- | ---- | ------ |
| 1    | 6  | Denny Hulme          | McLaren-Ford      | 53     | 1:41:02.01       | 10   | 9      |
| 2    | 12 | Niki Lauda           | Ferrari           | 53     | + 9.27           | 8    | 6      |
| 3    | 11 | Clay Regazzoni       | Ferrari           | 53     | + 20.41          | 2    | 4      |
| 4    | 33 | Mike Hailwood        | McLaren-Ford      | 53     | + 31.79          | 9    | 3      |
| 5    | 14 | Jean-Pierre Beltoise | BRM               | 53     | + 51.84          | 14   | 2      |
| 6    | 4  | Patrick Depailler    | Tyrrell-Ford      | 53     | + 1:52.48        | 15   | 1      |
| 7    | 7  | Carlos Reutemann     | Brabham-Ford      | 52     | Pane seca        | 6    |        |
| 8    | 10 | Howden Ganley        | March-Ford        | 52     | Pane seca        | 19   |        |
| 9    | 15 | Henri Pescarolo      | BRM               | 52     | + 1 volta        | 21   |        |
| 10   | 5  | Emerson Fittipaldi   | McLaren-Ford      | 52     | + 1 volta        | 3    |        |
| 11   | 27 | Guy Edwards          | Lola-Ford         | 51     | + 2 voltas       | 25   |        |
| 12   | 28 | John Watson          | Brabham-Ford      | 49     | + 4 voltas       | 20   |        |
| 13   | 1  | Ronnie Peterson      | Lotus-Ford        | 48     | + 5 voltas       | 1    |        |
| Ret  | 26 | Graham Hill          | Lola-Ford         | 45     | Motor            | 17   |        |
| Ret  | 2  | Jacky Ickx           | Lotus-Ford        | 36     | Embreagem        | 7    |        |
| Ret  | 8  | Richard Robarts      | Brabham-Ford      | 36     | Câmbio           | 22   |        |
| Ret  | 9  | Hans-Joachim Stuck   | March-Ford        | 31     | Embreagem        | 23   |        |
| Ret  | 37 | François Migault     | BRM               | 31     | Vazamento d’água | 24   |        |
| Ret  | 3  | Jody Scheckter       | Tyrrell-Ford      | 25     | Motor            | 12   |        |
| Ret  | 18 | José Carlos Pace     | Surtees-Ford      | 21     | Suspensão        | 11   |        |
| Ret  | 20 | Arturo Merzario      | Iso-Marlboro-Ford | 19     | Superaquecimento | 13   |        |
| Ret  | 24 | James Hunt           | March-Ford        | 11     | Superaquecimento | 5    |        |
| Ret  | 19 | Jochen Mass          | Surtees-Ford      | 10     | Motor            | 18   |        |
| Ret  | 16 | Peter Revson         | Shadow-Ford       | 1      | Acidente         | 4    |        |
| Ret  | 17 | Jean-Pierre Jarier   | Shadow-Ford       | 0      | Acidente         | 16   |        |
| DNS  | 22 | Rikky von Opel       | Ensign-Ford       |        | Handling         | 26   |        |

## Tabela do campeonato após a corrida
| Pos. | Piloto               | Pontos |
| ---- | -------------------- | ------ |
| 1    | Denny Hulme          | 9      |
| 2    | Niki Lauda           | 6      |
| 3    | Clay Regazzoni       | 4      |
| 4    | Mike Hailwood        | 3      |
| 5    | Jean-Pierre Beltoise | 2      |

| Pos. | Construtor   | Pontos |
| ---- | ------------ | ------ |
| 1    | McLaren-Ford | 9      |
| 2    | Ferrari      | 6      |
| 3    | BRM          | 2      |
| 4    | Tyrrell-Ford | 1      |

- Nota: Somente as primeiras cinco posições estão listadas. Em 1974 os pilotos computariam sete resultados nas oito primeiras corridas do ano e seis nas últimas sete. Neste ponto esclarecemos: na tabela dos construtores figurava somente o melhor colocado dentre os carros do mesmo time.